# Nanon (Operette)
Nanon (manchmal lautet der Titel auch „Nanon, die Wirtin »Zum goldenen Lamm«“) ist eine Operette in drei Akten von Richard Genée. Das Libretto verfassten F. Zell alias Camillo Walzel und der Komponist. Uraufführung war am 10. März 1877 am Theater an der Wien in Wien.

## Orchester
Zwei Flöten, zwei Oboen, zwei Klarinetten, zwei Fagotte, vier Hörner, zwei Trompeten, drei Posaunen, großes Schlagwerk und Streicher

## Handlung
Der Marquis d’Aubigné hat schon seit langem ein Auge auf Nanon, die Wirtin „Zum goldenen Lamm“, geworfen. Weil es ihm als Mann von Adel jedoch verboten ist, sich mit einer Bürgerlichen einzulassen, gibt er ihr seinen wahren Namen nicht preis. Für Nanon ist er der Trompeter Grignon. Endlich zeigt sein Werben um die begehrte Schöne den erhofften Erfolg. Sie gesteht ihm nicht nur ihre Liebe, sondern offenbart ihm auch den Wunsch, seine Frau zu werden. Dies jedoch geht dem Marquis zu weit. Er will sie nur als seine Geliebte behalten. Als Nanon Anstalten macht, die Hochzeit vorzubereiten, übertritt der Marquis das vom König verhängte Duellverbot und wird verhaftet – und entzieht sich so der Heirat.
Nanon ist verzweifelt. Sie überlegt sich, wie sie ihrem Geliebten aus der Patsche helfen kann. Da kommt ihr der Gedanke, sich an die einflussreiche Ninon de Lenclos zu wenden. Als ihr Audienz gewährt wird, trifft sie bei ihr auf einen Mann, der ihrem geliebten Trompeter Grignon verblüffend ähnelt. Er wird ihr als „Marquis d’Aubigné“ vorgestellt. Die arglose Nanon hält jedoch die Ähnlichkeit lediglich für einen Zufall.
Heimlich beobachtet der Marquis d’Aubigné, wie Hector de Marsillac seine verehrte Nanon ganz heftig umwirbt. Jetzt kann er sich nicht mehr zurückhalten. Als Hitzkopf provoziert er erneut ein Duell. Dabei verletzt er seinen Gegner Hector de Marsillac, was zur Folge hat, dass er erneut verhaftet wird.
Nanon setzt alle Hebel in Bewegung, um ihrem Geliebten zu helfen. Als letzten Ausweg wendet sie sich sogar an den König – und siehe da: Ludwig XIV. erteilt den Befehl, dass der Marquis d’Aubigné sofort freizulassen ist. Jetzt dämmert es Nanon, dass ihr vermeintlicher Grignon und der Marquis ein und dieselbe Person sind. Schon glaubt sie, ihrer Liebe zu ihm wegen des Standesunterschiedes entsagen zu müssen, da geschieht ein kleines Wunder: Der Marquis ist so sehr gerührt darüber, wie sich Nanon für ihn aufgeopfert hat. Jetzt will er auch etwas für sie tun. Er wendet sich hilfesuchend an Madame de Maintenon, die mit Ludwig XIV. gut bekannt ist. Das Happy End lässt nicht lange auf sich warten. Der König verfügt, dass dem Marquis d’Aubigné als Adligem ausnahmsweise gestattet wird, die bürgerliche Wirtin Nanon zu heiraten.

## Anmerkung
Auch Richard Genées Bühnenwerke gehören zur goldenen Operettenära, auch wenn er als Komponist keinen so hohen Ruhm erlangt hat wie beispielsweise seine Mitstreiter Carl Millöcker, Johann Strauss (Sohn) und Franz von Suppè, für die er zusammen mit Camillo Walzel zahlreiche Libretti schrieb. Von seinen Kompositionen war „Nanon“ die erfolgreichste und wirkt auch heute noch frisch und elegant.

## Verfilmung
Die UFA verfilmte die Operette 1938 unter dem Titel Nanon. Unter der Regie von Herbert Maisch spielten in dem nur 80 Minuten dauernden Streifen Erna Sack, Johannes Heesters, Otto Gebühr, Dagny Servaes und Oskar Sima die Hauptrollen. Die Musik war nicht im Original zu hören, sondern in einer Bearbeitung von Alois Melichar. Das Lexikon des internationalen Films urteilt: Auf die bedeutende Koloratursopranistin Erna Sack und auf Johannes Heesters als ihren Tenorpartner zugeschnittene Filmoperette, heiter-romantisch, kostümfreudig, nicht sonderlich originell.